# Letraset
Letraset war ein Unternehmen aus Ashford, das weltweit auf dem Gebiet Schriftarten, Bildverarbeitung und Grafikdesign (Digital Design) tätig war. Besonders bekannt war dieser Name durch eines ihrer Produkte: die Anreibebuchstaben.
Letraset ging 2012 als Teil der Colart Group auf.

## Anreibebuchstaben

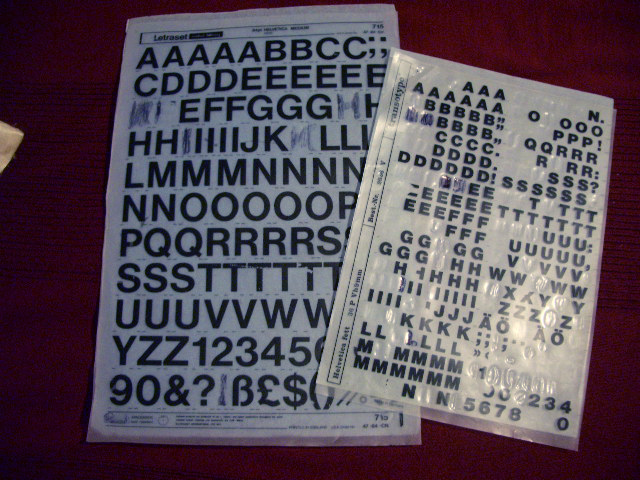
Zwei teilweise verwendete Beschriftungsbogen von Letraset (links) und Transotype (rechts)

Unter der Firma und dem Markennamen Letraset wurden, besonders vor der heutigen Verbreitung von Computern, Anreibebuchstaben verkauft.
Diese stellten bis in die 1980er Jahre eine bei professionellen Grafikdesignern, Ingenieurbüros oder Layoutern bis hin zur Kindergarten-Bastelstube populäre Möglichkeit dar, ordentlich aussehende Schriften auf Flächen aufzubringen. Die auf einer transparenten Folie befindlichen Buchstaben werden nicht mit herkömmlichem Klebstoff aufgeklebt, sondern einzeln mit einem harten Stift oder einem speziellen Anreibelöffel von der Folie auf das darunterliegende Medium aufgerieben. Dadurch sind sie sehr haltbar, wirken nach kurzer Übung sehr professionell und man hat keine Klebstoffflecken zu befürchten. Außer Buchstaben in verschiedenen Schriftarten und -größen sind auch Bogen mit grafischen Elementen erhältlich.
Heute ist Letraset zwar noch erhältlich, hat allerdings deutlich an Popularität gegenüber den Möglichkeiten von Tintenstrahl- und Laserdruckern eingebüßt. Geblieben ist die Verwendung auf schwierig bedruckbaren Medien, etwa Schildern und kleineren Fahrzeugbeschriftungen, wenn beispielsweise kein Schneidplotter für eine professionelle Folienbeschriftung vorhanden ist.
Eine der bekanntesten von Letraset geschaffenen Schriften ist die Compacta aus dem Jahre 1963.

## Letracopy
Letracopy war ein Color-Thermo-Transferwerkzeug in Form von Folien und Folienrollen zur partiellen Einfärbung von Schwarzweiß-Fotokopien und -Laserdrucken. Mit dem Aufkommen der Farbkopierer Ende der 1980er Jahre wurde Letracopy zusehends bedeutungslos.

## Desktop Publishing
Anfang der 1990er-Jahre war Letraset Anbieter von DTP-Software: DesignStudio für Layouts, ColorStudio (1989, von Tom Hedges und Mark Zimmer entwickelt) zur Farb- und ImageStudio zur Schwarzweiß-Bildbearbeitung, LetraStudio für Titelsatz und FontStudio zur Schrift- und Logoentwicklung. Im Jahr 1990 war DesignStudio 2 ein ernstzunehmender Konkurrent zum Aldus PageMaker.
Als Adobe 1990 Photoshop herausbrachte, wurde es schnell zu einem wichtigen Konkurrenten für ColorStudio, auch wenn sein Funktionsumfang weniger robust war. Langfristig trugen jedoch die erhöhte Benutzerfreundlichkeit von Photoshop und die Verbesserungen der Photoshop-Funktionen zusammen mit dem hohen Preis von ColorStudio zum Untergang von selbigem bei.

## Heutiges Produktspektrum
Unter dem Markennamen Letraset werden unter anderem Markierstifte, Montagekleber, Umschläge, Aufkleber und T-Shirts vertrieben.
Zudem bietet das Unternehmen nach wie vor digitale Schriftarten auf ihrer Website zum Download bereit. Diese sind urheberrechtlich geschützt und in der Regel kostenpflichtig. Bei den auf einem PC installierten Schriftarten sind sie meist an der Kennung LET in ihrem Namen zu erkennen.